# 30 czerwca
30 czerwca jest 181. (w latach przestępnych 182.) dniem w kalendarzu gregoriańskim. Do końca roku pozostaje 184 dni.

## Święta
- Imieniny obchodzą: Bazyli, Bazylides, Ciechosława, Emilia, Ermentruda, Jan, Leon, Leona, Lucyna, Marcjalis, Milena, Teobald, Teobalda, Trofim, Władysław i Władysława (niegdyś 27 czerwca).
- Demokratyczna Republika Konga – Święto Niepodległości
- Gwatemala – Święto Armii
- Polska – Święto Centrum Zarządzania Kryzysowego Ministerstwa Obrony Narodowej[1]
- Republika Środkowoafrykańska – Dzień Modlitwy Narodowej
- Sudan – Święto Rewolucji
- Międzynarodowe – Międzynarodowy Dzień Planetoid (Zgromadzenie ONZ)
- Wspomnienia i święta w Kościele katolickim[2][3] obchodzą:
  - św. Donat z Bad Münstereifel (męczennik)
  - bł. January Maria Sarnelli (prezbiter)
  - św. Lucyna
  - św. Władysław (król Węgier)

## Wydarzenia w Polsce
- 1410 – Wielka wojna z zakonem krzyżackim: pod Czerwińskiem wojska polskie Władysława Jagiełły zmontowały spławiony Wisłą tymczasowy most pontonowy, po którym przeszły w ciągu trzech dni na przeciwny brzeg, gdzie połączyły się z wojskami litewskimi i ruszyły na państwo zakonne.
- 1425 – Książę warszawski Janusz I Starszy nadał prawa miejskie Kolnu.
- 1587 – Po śmierci króla Stefana Batorego rozpoczęła się wolna elekcja w podwarszawskiej Woli, w wyniku której nowym królem został Zygmunt III Waza.
- 1602 – Wojna polsko-szwedzka o Inflanty: zwycięstwo wojsk polskich w bitwie pod Rewlem (Tallinnem).
- 1611 – W lochach wileńskiego ratusza wykonano wyrok śmierci na włoskim kalwiniście Franco de Franco.
- 1651 – Powstanie Chmielnickiego: podczas bitwy pod Beresteczkiem doszło do szturmu głównych sił polskich dowodzonych osobiście przez króla Jana Kazimierza oraz jazdy prowadzonej do boju przez księcia Jeremiego Wiśniowieckiego, co doprowadziło do pogromu przeciwników i ucieczki chana Islama III Gireja i Bohdana Chmielnickiego. Ostateczny cios wojska polskie zadały Kozakom 10 lipca, na bagnach nad rzeką Płaszówką.
- 1661 – W miejscowości Szczerzec pod Lwowem powołano Związek Święcony, będący konfederacją wojsk koronnych.
- 1797 – Klęska powstańców w jedynym większym starciu zbrojnym z Austriakami pod Dobronowicami w czasie insurekcji Deniski, pierwszym po insurekcji kościuszkowskiej zbrojnym zrywie Polaków w walce o niepodległość.
- 1812 – Inwazja na Rosję: zwycięstwo wojsk napoleońskich w bitwie pod Oszmianą.
- 1818 – Papież Pius VII wydał bullę Ex imposita Nobis wprowadzającą nowy podział administracyjny Kościoła katolickiego w Królestwie Polskim.
- 1820 – Odbyło się ostatnie posiedzenie radomskiej loży masońskiej „Jutrzenka Wschodząca”.
- 1891 – Uruchomiono pierwszą elektrownię we Wrocławiu.
- 1923 – Założono klub sportowy Olimpia Grudziądz.
- 1929 – W mauzoleum w Parku Strzeleckim w Tarnowie pochowano sprowadzone z Syrii prochy gen. Józefa Bema.
- 1940 – Gen. Stefan Rowecki został komendantem głównym Związku Walki Zbrojnej i dowódcą Sił Zbrojnych w Kraju.
- 1941 – Atak Niemiec na ZSRR:
  - Do Lwowa o godz. 4.30 rano, 7 godzin przed zajęciem miasta przez 1. dywizję strzelców górskich Wehrmachtu, wkroczył złożony z Ukraińców batalion „Nachtigall”. O 20:00 ukraińscy nacjonaliści ogłosili Akt odnowienia Państwa Ukraińskiego oraz powstanie rządu Jarosława Stećki. Wydarzenia te toczyły się równolegle z pogromem Żydów lwowskich.
  - Wojska niemieckie zdobyły Twierdzę Brzeską.
  - Zwycięstwem wojsk niemieckich zakończyła się bitwa w rejonie Dubno – Łuck – Brody.
- 1943:
  - Gestapo aresztowało w Warszawie komendanta głównego AK gen. Stefana Roweckiego.
  - W nocy z 29 na 30 czerwca w lesie koło wsi Jeziorko Niemcy rozstrzelali 62 więźniów politycznych z więzienia w Łomży.
- 1946 – Odbyło się sfałszowane przez władze komunistyczne referendum ludowe.
- 1954 – Ostatnie dotychczas widziane w Polsce całkowite zaćmienie Słońca.
- 1957 – Założono Polski Związek Piłki Siatkowej.
- 1963 – Hel, Jastrzębie-Zdrój i Władysławowo otrzymały prawa miejskie.
- 1973 – W Warszawie zlikwidowano komunikację trolejbusową.
- 1976 – Rozwiązał się zespół Niebiesko-Czarni.
- 1978 – Premiera filmu obyczajowego Koty to dranie w reżyserii Henryka Bielskiego.
- 1983:
  - Na bramie Stoczni Gdańskiej znaleziono powieszone ciało Jana Samsonowicza, działacza NSZZ „Solidarność” i jednego z inicjatorów powstania Ruchu Młodej Polski.
  - Z linii montażowej FSM w Bielsku-Białej zjechała ostatnia Syrena.
- 1986 – Według oficjalnych źródeł zadłużenie PRL osiągnęło 31,2 mld dolarów.
- 1988 – W nocy z 29 na 30 czerwca w Warszawie został ciężko pobity socjolog i doradca NSZZ „Solidarność” prof. Jan Strzelecki, w wyniku czego zmarł 11 lipca w szpitalu.
- 1996 – Zaprzestano całkowicie eksploatacji złoża w kopalni soli w Wieliczce.
- 2000:
  - Prof. Andrzej Zoll został Rzecznikiem Praw Obywatelskich.
  - Prof. Leon Kieres złożył ślubowanie przed Sejmem RP jako pierwszy prezes Instytutu Pamięci Narodowej i rozpoczął urzędowanie.
  - Została założona Profesjonalna Liga Piłki Siatkowej S.A.
- 2020 – Oddano do użytku polder przeciwpowodziowy Racibórz Dolny.
- 2021 – Zakończono wycofywanie wszystkich polskich sił zbrojnych z Afganistanu pełniących służbę w ramach misji RSM[4].
- 2023 – Oddano do użytku tunel pod Świną w Świnoujściu, łączący wyspy Uznam i Wolin oraz centrum miasta z resztą kraju.
- 2025 – Wstrzymano ruch kolejowy z Kościerzyny do Trójmiasta w związku z przebudową związaną ze zmianą geometrii i budową drugiego toru oraz elektryfikacją linii kolejowej nr 201 na odcinku Kościerzyna – Gdańsk Osowa[5].

## Wydarzenia na świecie
- 296 – Marcelin I został papieżem.
- 763 – Zwycięstwo wojsk bizantyńskich nad bułgarskimi w bitwie pod Anchialos.
- 1377 – Rozpoczęto budowę katedry w niemieckim Ulm.
- 1409 – Zwycięstwo wojsk sycylijskich pod wodzą króla Marcina I Młodszego nad siłami Arborei Wilhelma III z Narbonne w bitwie pod Sanluri.
- 1422 – Zwycięstwo wojsk księstwa Mediolanu nad siłami kantonów szwajcarskich w bitwie pod Arbedo.
- 1462 – Wojna badeńsko-palatynacka: zwycięstwo wojsk palatynackich w bitwie pod Seckenheim.
- 1504 – Należące od 1369 roku do Bawarii miasto Kitzbühel zostało ponownie przyłączone do Tyrolu.
- 1520 – Podbój Meksyku przez Hiszpanów: około 450-600 Hiszpanów pod dowództwem Hernána Cortésa i ponad 1000 sprzymierzonych z nimi Indian poległo lub zaginęło podczas wycofywania się z azteckiej stolicy Tenochtitlán w czasie tzw. „Tragicznej Nocy” z 30 czerwca na 1 lipca.
- 1521:
  - Wojny włoskie: zwycięstwo wojsk hiszpańskich nad francusko-nawaryjskimi w bitwie pod Noáin.
  - (lub 29 czerwca) Wołoski żupan Neacșu Lupu z Długopola (obecnie Câmpulung) napisał list do starosty braszowskiego Johannesa Benkera, ostrzegając go przed postępami wojsk osmańskich. Jest to najstarszy zachowany do dzisiaj zabytek piśmiennictwa rumuńskiego.
- 1559 – Król Francji Henryk II Walezjusz został podczas turnieju rycerskiego trafiony ułamaną lancą przeciwnika w oko, w wyniku czego zmarł 10 lipca.
- 1605 – I dymitriada: Dymitr Samozwaniec I wkroczył triumfalnie do Moskwy.
- 1643:
  - Molier i Magdalena Béjart założyli w Paryżu Illustre Théâtre.
  - Wojna domowa w Anglii: zwycięstwo Rojalistów nad wojskami Parlamentu w bitwie pod Adwalton Moor.
- 1692 – Wojna Francji z Ligą Augsburską: honorowa kapitulacja holenderskiej załogi twierdzy Namur przed wojskami francuskimi.
- 1758 – Wojna siedmioletnia: zwycięstwo wojsk austriackich nad pruskimi w bitwie pod Domstadtl.
- 1764 – We Francji doszło do pierwszego ze 104 śmiertelnych ataków na ludzi tzw. bestii z Gévaudan.
- 1793 – Zainaugurował działalność Teatr Narodowy Świętego Karola w Lizbonie.
- 1794 – W Paryżu została zgilotynowana polska księżna Rozalia Lubomirska.
- 1797 – Insurekcja Deniski: klęska powstańców w bitwie pod Dobronowicami na austriackiej wówczas Bukowinie.
- 1798 – Rewolucja irlandzka: zwycięstwo powstańców irlandzkich nad wojskiem brytyjskim w bitwie pod Ballyellis.
- 1805 – Utworzono Terytorium Michigan.
- 1846 – John Russell został premierem Wielkiej Brytanii.
- 1859 – Francuski linoskoczek Charles Blondin po raz pierwszy przeszedł nad wodospadem Niagara.
- 1864 – Na skutek nacisków ze strony ówczesnych obrońców przyrody, prezydent Abraham Lincoln podpisał ustawę zapewniającą stanową ochronę Dolinie Yosemite w Kalifornii i lasom gigantycznych sekwoi, położonym na południe od niej.
- 1882 – W Waszyngtonie został powieszony Charles J. Guiteau, zabójca prezydenta USA Jamesa Garfielda.
- 1893 – W kopalni Jägersfontein w dzisiejszej RPA znaleziono diament Excelsior o masie 995,2 karata.
- 1894 – Otwarto Tower Bridge w Londynie.
- 1900 – W wyniku pożaru w porcie w Hoboken w amerykańskim stanie New Jersey zginęło 326 osób, a ok. 250 odniosło obrażenia. Doszczętnie spłonęły 3 statki pasażerskie i 18 mniejszych jednostek.
- 1905:
  - Albert Einstein opublikował na łamach „Annalen der Physik” artykuł Zur Elektrodynamik bewegter Körper, będący podstawą szczególnej teorii względności.
  - W wyniku przejścia tajfunu nad atolem Knox w archipelagu Wysp Marshalla zginęli prawie wszyscy jego mieszkańcy (60-70 osób). Od tego czasu pozostaje on niezamieszkany.

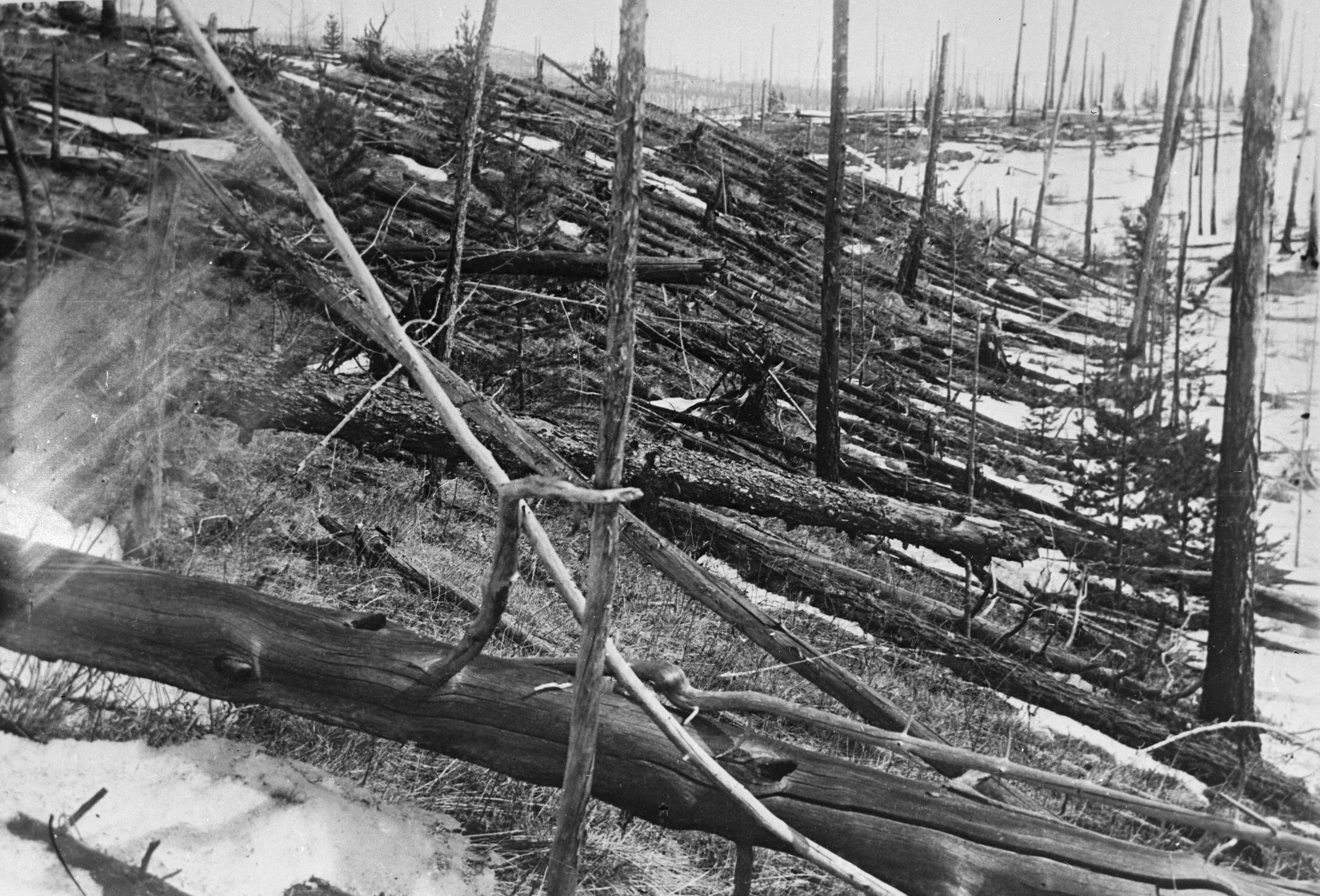
Krajobraz po katastrofie tunguskiej (1908)

- 1908 – Na Syberii doszło do katastrofy tunguskiej.
- 1911:
  - Król Hiszpanii Alfons XIII Burbon wydał dekret o sformowaniu w Afryce Północnej jednostek wojskowych Regulares, składających się z miejscowej ludności i hiszpańskich oficerów.
  - Przyjęto flagę i herb Portugalii.
- 1912 – 28 osób zginęło w najbardziej śmiercionośnym w historii Kanady ataku tornada w mieście Regina w prowincji Saskatchewan.
- 1916 – I wojna światowa: w Zatoce Fińskiej zatonął po wejściu na minę niemiecki okręt podwodny SM U-10 wraz z całą, 29-osobową załogą.
- 1921:
  - W Szwecji zniesiono karę śmierci za wszystkie przestępstwa popełnione w czasie pokoju.
  - Założono Południowoafrykański Bank Rezerw (SARB).
- 1922 – Sekretarz stanu USA Charles Evans Hughes i dominikański ambasador Francisco J. Peynado podpisali porozumienie o zakończeniu trwającej od 1916 roku amerykańskiej okupacji wojskowej Dominikany.
- 1924:
  - Barry Hertzog został premierem Związku Południowej Afryki.
  - Młodszy z synów prezydenta USA Calvina Coolidge'a, 16-letni Calvin junior, podczas gry w tenisa z bratem przed Białym Domem nabawił się (z powodu niezałożenia skarpetek) pęcherza na jednym z palców, co doprowadziło do powstania sepsy i jego śmierci 7 lipca.
- 1930:
  - Wielka Brytania i Irak zawarły na 25 lat nowy traktat sojuszniczy.
  - Zakończyła się trwająca od 1918 roku okupacja Nadrenii.
- 1934:
  - W III Rzeszy w czasie tzw. nocy długich noży ujęto i zamordowano 77 (nieoficjalnie ok. 400) przeciwników Adolfa Hitlera wewnątrz ruchu narodowosocjalistycznego.
  - Zwodowano niemiecki krążownik ciężki „Admiral Graf Spee“.
- 1937 – W Londynie uruchomiono pierwszy na świecie numer alarmowy.
- 1940:
  - Front zachodni: Niemcy zajęli brytyjskie Wyspy Normandzkie.
  - Powstała Służba Połowu i Dzikiej Przyrody Stanów Zjednoczonych (FWS).
- 1942:
  - Bitwa o Atlantyk: na zachód od Bermudów amerykańska łódź latająca zatopiła niemiecki okręt podwodny U-158, w wyniku czego zginęła cała, 54-osobowa załoga.
  - Front wschodni: skapitulował Sewastopol na Krymie.
- 1944:
  - Front zachodni: zwycięstwo wojsk amerykańskich w bitwie o Cherbourg (6-30 czerwca); wobec niemieckiego oporu zakończyła się brytyjska operacja „Epsom“ (26-30 czerwca), która miała na celu oskrzydlenie i zajęcie okupowanego przez Niemców miasta Caen.
  - We Włoskiej Republice Socjalnej powstały faszystowskie Czarne Brygady.
- 1945:
  - W Czechosłowacji została utworzona komunistyczna policja polityczna Státní bezpečnost (StB).
  - Zniesiono autonomię Krymu.
  - Została sformułowana architektura komputera von Neumanna.
- 1949 – Powstała północnokoreańska Partia Pracy Korei.
- 1951:
  - 50 osób zginęło w katastrofie samolotu Douglas DC-6 pod Denver w stanie Kolorado.
  - Premiera filmu Nieznajomi z pociągu w reżyserii Alfreda Hitchcocka.
- 1953 – Rozpoczęto seryjną produkcję Chevroleta Corvette.
- 1956 – 128 osób zginęło w zderzeniu należącego do United Airlines Douglasa DC-7 z samolotem Lockheed Constellation linii TWA nad Wielkim Kanionem Kolorado w Arizonie.
- 1958 – Zwycięstwem wojsk francusko-hiszpańskich nad marokańskimi zakończyła się wojna o Ifni.
- 1959 – 17 osób zginęło (w tym 11 uczniów), a 210 zostało rannych po upadku amerykańskiego samolotu myśliwsko-bombowego North American F-100 Super Sabre na budynek szkoły podstawowej na japońskiej wyspie Okinawa. Pilot przeżył dzięki katapultowaniu się.
- 1960:
  - Demokratyczna Republika Konga (jako Kongo Belgijskie) uzyskała niepodległość (od Belgii).
  - W West End Theatre w Londynie odbyła się premiera musicalu Oliver! z muzyką i librettem Lionela Barta.
- 1961 – Pisarz Ernest Hemingway powrócił ze szpitala psychiatrycznego do domu w Ketchum w Idaho, gdzie 2 lipca popełnił samobójstwo.
- 1962 – 84 osoby zginęły w katastrofie samolotu Tu-104A pod Krasnojarskiem.
- 1963:
  - 7 karabinierów zginęło w zorganizowanym przez mafię sycylijską zamachu bombowym na przedmieściach Palermo w czasie pierwszej wojny klanów.
  - Odbyła się (ostatnia w historii) koronacja papieska Pawła VI.
- 1964:
  - Ostatni żołnierze ONZ wycofali się z Konga.
  - Została przyjęta flaga Tanzanii.
- 1966 – Powstała National Organization for Women (NOW), największa amerykańska organizacja feministyczna.
- 1968:
  - Dokonano oblotu amerykańskiego samolotu transportowego Lockheed C-5 Galaxy.
  - Papież Paweł VI odczytał na placu św. Piotra Wyznanie wiary Ludu Bożego.
- 1972:
  - Po raz pierwszy doba została przedłużona o sekundę przestępną.
  - Ukazał się album School’s Out amerykańskiej grupy Alice Cooper.
- 1973 – Całkowite zaćmienie Słońca widoczne nad Ameryką Południową, Atlantykiem i Afryką.
- 1974:
  - Podczas X Mistrzostw Świata w Piłce Nożnej w RFN Polska pokonała Jugosławię 2:1.
  - Partia Niepodległości wygrała wybory parlamentarne na Islandii.
- 1975:
  - Paul Biya został pierwszym premierem Kamerunu.
  - Rozpoczął nadawanie drugi program nowozelandzkiej telewizji publicznej TVNZ 2 (jako TV2).
- 1977 – Została rozwiązana Organizacja Paktu Azji Południowo-Wschodniej (SEATO).
- 1978 – Terroryści z OWP zdetonowali bombę podłożoną na targowisku w Jerozolimie. Zginęło 2 Izraelczyków, a 47 osób zostało rannych.
- 1980:
  - Rozpoczęła się 7. podróż apostolska Jana Pawła II do Brazylii.
  - Ukazał się album The Game brytyjskiej grupy Queen.
- 1983 – Krystyna Palmowska jako pierwsza kobieta weszła na szczyt ośmiotysięcznika Broad Peak w Karakorum.
- 1984 – John Turner został premierem Kanady.
- 1985:
  - Porywacze uwolnili na lotnisku w Bejrucie 39 amerykańskich zakładników z uprowadzonego 14 czerwca krótko po starcie z Aten Boeinga 727 linii TWA.
  - W stolicy Palau Kororze został zastrzelony przez nieznanego sprawcę urzędujący pierwszy prezydent kraju Haruo Remeliik.
- 1988 – Francuski arcybiskup Marcel Lefebvre wraz z biskupem Antônio de Castro Mayerem, bez zgody papieża wyświęcił 4 biskupów dla Bractwa Świętego Piusa X, na skutek czego został uznany za ekskomunikowanego.
- 1989 – Grupa oficerów pod przewodnictwem płk Umara al-Baszira dokonała przewrotu wojskowego w Sudanie, obalając prezydenta Ahmada al-Mirghaniego.
- 1992 – Fidel Ramos został prezydentem Filipin.
- 1993:
  - Czechy i Słowacja zostały członkami Rady Europy.
  - Premiera thrillera Firma w reżyserii Sydneya Pollacka.
- 1994 – Tomiichi Murayama został premierem Japonii.
- 1996:
  - Opozycyjna Koalicja Demokratyczna wygrała drugie wolne wybory do Wielkiego Churału Państwowego w Mongolii, odsuwając od władzy rządzącą od 1921 roku Partię Ludowo-Rewolucyjną.
  - W finale rozgrywanych w Anglii X Mistrzostw Europy w Piłce Nożnej Niemcy pokonały w Londynie, po tzw. złotym golu w dogrywce, Czechy 2:1.
- 1997 – Mesut Yılmaz został po raz trzeci premierem Turcji.
- 1998 – Joseph Estrada został prezydentem Filipin.
- 2000 – Ok. 550 osób zginęło w katastrofie indonezyjskiego promu pasażerskiego „Cahaya Bahari” u wybrzeży wyspy Celebes.
- 2001 – Wystrzelono amerykańską sondę kosmiczną WMAP, przeznaczoną do mierzenia temperatury promieniowania reliktowego.
- 2002 – W finale rozgrywanych w Japonii i Korei Południowej XVII Mistrzostw Świata w Piłce Nożnej Brazylia pokonała w Jokohamie Niemcy 2:0.
- 2005 – Hiszpański parlament przyjął ustawę legalizującą małżeństwa osób tej samej płci.
- 2007 – Doszło do nieudanego zamachu na port lotniczy w Glasgow.
- 2009:
  - 40 osób zginęło, a 136 zostało rannych w wyniku wybuchu samochodu-pułapki w irackim Kirkuku.
  - Po blisko 19 latach zakończyła się misja amerykańskiej sondy kosmicznej Ulysses, przeznaczonej do badania rejonów biegunowych Słońca.
  - W katastrofie jemeńskiego Airbusa A310 u wybrzeży Komorów zginęły 152 osoby, ocalała jedna.
- 2010:
  - Benigno Aquino III został prezydentem Filipin.
  - Christian Wulff został wybrany przez Zgromadzenie Federalne na urząd prezydenta Niemiec.
- 2012 – Muhammad Mursi został prezydentem Egiptu.
- 2013 – We wsi Wradijiwka w obwodzie mikołajowskim na Ukrainie rozpoczęły się protesty mieszkańców po dokonanym przez dwóch miejscowych milicjantów i taksówkarza zbiorowym gwałcie na 29-letniej mieszkankce wsi i usiłowaniu jej zabójstwa.
- 2015 – W katastrofie indonezyjskiego wojskowego samolotu transportowego Lockheed C-130 Hercules w Medan na Sumatrze zginęły 143 osoby, w tym 22 na ziemi.
- 2016:
  - Rodrigo Duterte został prezydentem Filipin.
  - W rozegranym na Stade Vélodrome w Marsylii ćwierćfinale XV Mistrzostw Europy w Piłce Nożnej Polska przegrała (po remisie 1:1 w regulaminowym czasie i po dogrywce) w rzutach karnych z Portugalią 3:5.
- 2017 – W Niemczech zalegalizowano małżeństwa osób tej samej płci.
- 2019 – W Koreańskiej Strefie Zdemiliartyzowanej doszło do drugiego spotkania między prezydentem USA Donaldem Trumpem i przywódcą Korei Północnej Kim Dzong Unem.
- 2021 – Ajman Bin Abd ar-Rahman został premierem Algierii.
- 2022:
  - Ferdinand Marcos Jr. został prezydentem Filipin.
  - Inwazja Rosji na Ukrainę: rosyjskie ministerstwo obrony ogłosiło, że wycofało wojska z Wyspy Wężowej na Morzu Czarnym w „geście dobrej woli” po zrealizowaniu celów wojskowych.
  - Założono Park Narodowy Ansenuza w Argentynie.

## Urodzili się
- 1468 – Jan Stały, elektor Saksonii (zm. 1532)
- 1470 – Karol VIII Walezjusz, król Francji (zm. 1498)
- 1498 –  Wilhelm Hohenzollern, niemiecki duchowny katolicki, arcybiskup ryski (zm. 1563)
- 1503 – Jan Fryderyk I, elektor a następnie książę saski, landgraf Turyngii, przywódca związku szmalkaldzkiego, orędownik reformacji (zm. 1554)
- 1588 – Giovanni Maria Sabino, włoski kompozytor, organista (zm. 1649)
- 1630 – Michael Wenzel von Althann, austriacki arystokrata, polityk, dyplomata (zm. 1686)
- 1662 – Leopold von Auersperg, austriacki hrabia, dyplomata (zm. 1705)
- 1671 – Teodorico Pedrini, włoski prezbiter katolicki, lazarysta, misjonarz, kompozytor (zm. 1746)
- 1685:
  - John Gay, angielski poeta, dramaturg (zm. 1732)
  - Dominikus Zimmermann, niemiecki architekt, sztukator (zm. 1766)
- 1722 – (data chrztu) Jiří Antonín Benda, czeski kompozytor (zm. 1795)
- 1741 – Ignác Batthyány, węgierski duchowny katolicki, biskup Gyulafehérvár (zm. 1798)
- 1744 – John Crichton-Stuart, szkocki arystokrata, dyplomata (zm. 1814)
- 1748 – Jean-Dominique Cassini, francuski kartograf, astronom (zm. 1845)
- 1753 – Michał Jan Borch, polski hrabia, poeta, dramatopisarz, tłumacz, mineralog (zm. 1811)
- 1755 – Paul Barras, francuski polityk, rewolucjonista (zm. 1829)
- 1756 – Charles FitzGerald, brytyjski arystokrata, wojskowy (zm. 1810)
- 1758 – António Leal Moreira, portugalski kompozytor, organista (zm. 1819)
- 1768 – Elizabeth Monroe, amerykańska pierwsza dama (zm. 1830)
- 1778 – Eugeniusz (Kazancew), rosyjski biskup prawosławny (zm. 1871)
- 1779 – Adam Heinrich Müller, niemiecki filozof, publicysta, dyplomata (zm. 1829)
- 1784 – George Thomas Napier, brytyjski generał, administrator kolonialny (zm. 1855)
- 1789 – Horace Vernet, francuski malarz, grafik (zm. 1863)
- 1791 – Félix Savart, francuski fizyk (zm. 1841)
- 1798 – Alexander Dyce, szkocki historyk literatury (zm. 1869)
- 1800 – Richard Bethell, brytyjski prawnik, polityk (zm. 1873)
- 1801:
  - Frédéric Bastiat, francuski ekonomista, filozof, polityk (zm. 1850)
  - Georg Jacob Steenke, niemiecki inżynier (zm. 1884)
- 1802 – Benjamin Fitzpatrick, amerykański polityk, senator (zm. 1869)
- 1805 – Rudolf Wagner, niemiecki psycholog, zoolog, anatom, fizjolog (zm. 1864)
- 1807:
  - Aleksander Groza, polski nauczyciel, poeta, autor elementarzy (zm. 1875)
  - Friedrich Theodor Vischer, niemiecki prozaik, poeta, filozof (zm. 1887)
- 1810 – Stanko Vraz, słoweński poeta (zm. 1851)
- 1817 – Joseph Dalton Hooker, brytyjski podróżnik, botanik (zm. 1911)
- 1819:
  - Harriet Winslow Sewall, amerykańska poetka (zm. 1889)
  - William Wheeler, amerykański polityk, wiceprezydent USA (zm. 1887)
- 1823 – Maurice Sand, francuski grafik, pisarz (zm. 1889)
- 1825 – Florimond Ronger, francuski kompozytor (zm. 1892)
- 1827 – Jacques-Louis Soret, szwajcarski chemik (zm. 1890)
- 1830 – Ignacio Suárez Llanos, hiszpański malarz, ilustrator (zm. 1881)
- 1833 – Manuel Amador Guerrero, panamski polityk, prezydent Panamy (zm. 1909)
- 1834 – María del Carmen od Dzieciątka Jezus, hiszpańska zakonnica, błogosławiona (zm. 1899)
- 1836 – Bronisław Żochowski, polski architekt (zm. 1911)
- 1838 – Jakob Missia, austriacki duchowny katolicki, biskup Lublany, arcybiskup metropolita Gorycji (zm. 1902)
- 1839 – Dawid Abrahamowicz, polski ziemianin, polityk, działacz społeczny pochodzenia ormiańskiego (zm. 1926)
- 1842 – Johannes Gad, niemiecki fizjolog (zm. 1926)
- 1843 – Herbert Stewart, brytyjski generał-major (zm. 1885)
- 1844 – Wilhelm Hohaus, niemiecki duchowny katolicki, teolog, historyk (zm. 1909)
- 1845 – Guriasz (Burtasowski), rosyjski biskup prawosławny (zm. 1907)
- 1846 – Riccardo Drigo, włoski kompozytor, dyrygent, pianista (zm. 1930)
- 1847 – Emil Godlewski, polski botanik, chemik rolny (zm. 1930)
- 1850:
  - William Watson McIntire, amerykański polityk (zm. 1912)
  - Paul Romahn, niemiecki duchowny katolicki, polityk (zm. 1936)
- 1851 – H.B. Higgins, australijski prawnik, polityk, prokurator generalny, sędzia Sądu Najwyższego (zm. 1929)
- 1853 – Adolf Furtwängler, niemiecki archeolog, historyk sztuki, muzealnik, wykładowca akademicki (zm. 1907)
- 1857 – Friedrich von Ingenohl, niemiecki admirał (zm. 1933)
- 1859 – Nathan Cobb, amerykański nematolog, fitopatolog, wykładowca akademicki (zm. 1932)
- 1860:
  - Gyula Andrássy młodszy, węgierski szlachcic, austriacki hrabia, polityk (zm. 1929)
  - Giorgio Montini, włoski adwokat, polityk, ojciec papieża Pawła VI (zm. 1943)
- 1863 – Alberyk Crescitelli, włoski duchowny katolicki, misjonarz, męczennik, święty (zm. 1900)
- 1868:
  - Lauri Ingman, fiński duchowny i teolog luterański, polityk, premier Finlandii (zm. 1934)
  - Alois Musil, morawski duchowny katolicki, biblista, geograf, orientalista, wykładowca akademicki, podróżnik (zm. 1944)
- 1869 – Georg Abelsdorff, niemiecki okulista (zm. 1933)
- 1871 – Nikodem (Kononow), rosyjski biskup prawosławny, nowomęczennik (zm. 1919)
- 1872:
  - Josef Bílý, czeski generał (zm. 1941)
  - Oswald Gette, niemiecki malarz (zm. 1941)
- 1875 – Giuseppe Bruno, włoski kardynał (zm. 1954)
- 1876 – Beata Łysińska, polska działaczka społeczna i polityczna (zm. 1967)
- 1880 – Janina Jurkiewicz, polska prawnik, adwokat (zm. 1961)
- 1883:
  - Szoel Berliner, polski matematyk, wykładowca akademicki pochodzenia żydowskiego (zm. 1934)
  - Jozue Oberleder, polski architekt pochodzenia żydowskiego (zm. 1962)
- 1884 – Franz Halder, niemiecki generał, szef Sztabu Generalnego Wojsk Lądowych III Rzeszy (zm. 1972)
- 1885 – Wiktor Schauberger, austriacki leśniczy, naturalista, wynalazca (zm. 1958)
- 1888:
  - Wanda Dynowska, polska pisarka, tłumaczka, działaczka społeczna (zm. 1971)
  - Tadeusz Gluziński, polski polityk narodowy, publicysta (zm. 1940)
- 1890:
  - Paul Boffa, maltański polityk, premier Malty (zm. 1962)
  - Stratis Miriwilis, grecki pisarz (zm. 1969)
  - Walter Riese, niemiecko-amerykański neurolog, historyk medycyny (zm. 1976)
- 1891 – Stanley Spencer, brytyjski malarz (zm. 1959)
- 1892:
  - Pierre Blanchar, francuski aktor (zm. 1963)
  - László Lajtha, węgierski kompozytor, dyrygent, etnomuzykolog (zm. 1963)
  - Stefan Pachnowski, polski prawnik, samorządowiec, prezydent Włocławka (zm. 1943)
  - Oswald Pohl, niemiecki funkcjonariusz nazistowski (zm. 1951)
  - Armand Swartenbroeks, belgijski piłkarz (zm. 1980)
  - Pál Szalay, węgierski lekkoatleta, piłkarz, trener (zm. ?)
- 1893:
  - Frederick Morgan, południowoafrykański strzelec sportowy (zm. 1980)
  - Walter Ulbricht, wschodnioniemiecki polityk komunistyczny, przewodniczący Rady Państwa NRD, I sekretarz SED (zm. 1973)
  - Marianne Zoff, austriacka aktorka, śpiewaczka operowa (zm. 1984)
- 1894 – Rachela Wolińska, polska poetka pochodzenia żydowskiego (zm. 1944)
- 1896 – Václav Simon, czeski trener piłkarski (zm. 1952)
- 1897 – Matwiej Amagajew, buriacki polityk komunistyczny, nauczyciel, orientalista, dziennikarz, radziecki i mongolski działacz państwowy (zm. 1944)
- 1899:
  - Madge Bellamy, amerykańska aktorka (zm. 1990)
  - František Tomášek, czeski duchowny katolicki, arcybiskup metropolita praski i prymas Czech, kardynał (zm. 1992)
- 1900:
  - Piotr Gawriłow, radziecki major (zm. 1979)
  - Beatrix Loughran, amerykańska łyżwiarka figurowa (zm. 1975)
- 1901 – Erik Mellbin, szwedzki żeglarz sportowy (zm. 1955)
- 1903 – Arnold Sjöstrand, szwedzki aktor, reżyser filmowy (zm. 1955)
- 1904:
  - Jerzy Czerwiński, polski adwokat, działacz narodowy, porucznik rezerwy, pracownik Delegatury Rządu na Kraj (zm. 1944)
  - Glenda Farrell, amerykańska aktorka (zm. 1971)
  - Mieczysław Popiel, polski polityk, poseł na Sejm PRL, minister żeglugi (zm. 1992)
  - József Takács, węgierski piłkarz (zm. 1983)
  - Aleksander Wojciechowski, polski regionalista, krajoznawca, przewodnik (zm. 1981)
- 1905:
  - Alojzy Campos Górriz, hiszpański prawnik, męczennik, błogosławiony (zm. 1936)
  - Tadeusz Lipski, polski malarz, grafik, ilustrator (zm. 1987)
  - Ludwik Szenderowski, polski duchowny protestancki (zm. 1993)
  - John Van Ryn, amerykański tenisista (zm. 1999)
- 1906:
  - Tribhuvan Bir Bikram Shah Dev, król Nepalu (zm. 1955)
  - Anthony Mann, amerykański aktor, reżyser i producent filmowy pochodzenia niemiecko-żydowskiego (zm. 1967)
  - József Vágó, węgierski piłkarz (zm. 1945)
- 1907 – Roman Szuchewycz, ukraiński generał, dowódca UPA (zm. 1950)
- 1908 – Winston Graham, brytyjski pisarz (zm. 2003)
- 1909:
  - Juan Bosch, dominikański pisarz, historyk, polityk, prezydent Dominikany (zm. 2001)
  - Paul Constantinescu, rumuński kompozytor, pedagog (zm. 1963)
  - Kazimierz Gede, polski malarz, rysownik (zm. 1937)
  - Ignacy Reifer, polski biochemik pochodzenia żydowskiego (zm. 1971)
  - Szymon Szyszman, polski historyk, działacz karaimski (zm. 1993)
- 1910 – Tichon Bumażkow, radziecki dowódca partyzancki (zm. 1941)
- 1911:
  - Alina Kietlińska, polska archeolog, doktor nauk humanistycznych (zm. 1974)
  - Czesław Miłosz, polski poeta, prozaik, eseista, tłumacz, krytyk literacki, dyplomata, laureat Nagrody Nobla (zm. 2004)
  - Camilla Mondral, polska lekkoatletka, tłumaczka, pisarka (zm. 2002)
  - Władimir Radziewski, rosyjski astronom (zm. 2003)
  - Virginia Smith, amerykańska polityk (zm. 2006)
- 1912:
  - Viktor Fischl, czeski i izraelski poeta, prozaik, tłumacz, publicysta, dyplomata (zm. 2006)
  - Roman Stachoń, polski działacz socjalistyczny, związkowy i sportowy, polityk, poseł na Sejm PRL (zm. 1987)
- 1913:
  - Herta Heuwer, niemiecka restauratorka (zm. 1999)
  - Alfonso López Michelsen, kolumbijski polityk, prezydent Kolumbii (zm. 2007)
- 1914:
  - Kurt Baluses, niemiecki piłkarz, trener (zm. 1972)
  - Francisco da Costa Gomes, portugalski generał, polityk, prezydent Portugalii (zm. 2001)
  - Władimir Czełomiej, radziecki inżynier, konstruktor maszyn, rakiet balistycznych i kosmicznych (zm. 1984)
- 1915:
  - Gardner Ackley, amerykański ekonomista, wykładowca akademicki (zm. 1998)
  - Musieib Bagirow, radziecki kapitan (zm. 1981)
  - Elso Barghoorn, amerykański paleobotanik (zm. 1984)
  - Bohumil Müller, czechosłowacki koordynator Świadków Jehowy (zm. 1987)
- 1916:
  - Robert Clark Jones, amerykański fizyk, optyk (zm. 2004)
  - Bobby Sumner, brytyjski kierowca wyścigowy (zm. 1999)
- 1917:
  - Susan Hayward, amerykańska aktorka (zm. 1975)
  - Lena Horne, amerykańska aktorka, piosenkarka (zm. 2010)
  - Tatjana Siewriukowa, radziecka lekkoatletka, kulomiotka (zm. 1982)
- 1920:
  - Zeno Colò, włoski narciarz alpejski (zm. 1993)
  - Sam Moskowitz, amerykański redaktor, pisarz, publicysta i krytyk science fiction pochodzenia żydowskiego (zm. 1997)
  - Władysław Trybus, polski działacz ruchu ludowego, polityk, poseł na Sejm PRL (zm. 2014)
- 1921:
  - Juliusz Kydryński, polski pisarz, krytyk teatralny i filmowy, tłumacz (zm. 1994)
  - Maria Barbara Ledóchowska, polska działaczka społeczna (zm. 2007)
  - Oswaldo López Arellano, honduraski polityk, prezydent Hondurasu (zm. 2010)
- 1922:
  - Miron Białoszewski, polski poeta, prozaik, dramatopisarz, aktor (zm. 1983)
  - Jan Fajęcki, polski ekonomista, wydawca, polityk, poseł na Sejm PRL (zm. 2012)
- 1923:
  - Ed Hugus, amerykański kierowca wyścigowy (zm. 2006)
  - Jehuda Lajb Lubiński, polski Żyd, więzień Ghetto Litzmannstadt, ofiara Holocaustu, autor dziennika z getta (zm. 1944)
  - Alessandra Nibbi, australijska archeolog (zm. 2007)
  - Teresa Sułowska-Bojarska, polska pisarka, poetka, uczestniczka powstania warszawskiego (zm. 2013)
  - Anna Tarnawska, polska architekt (zm. 2017)
- 1924:
  - Roman Krzemiński, polski żołnierz AK, uczestnik powstania warszawskiego (zm. 1924)
  - Jurij Maksimow, radziecki generał armii, polityk (zm. 2002)
  - Maino Neri, włoski piłkarz, trener (zm. 1995)
- 1925:
  - Kazimierz Gregorkiewicz, polski architekt, urbanista, działacz społeczny (zm. 1988)
  - Philippe Jaccottet, szwajcarski prozaik, eseista, tłumacz (zm. 2021)
- 1926:
  - Peter Alexander, austriacki aktor, piosenkarz (zm. 2011)
  - Paul Berg, amerykański biochemik, wykładowca akademicki, laureat Nagrody Nobla (zm. 2023)
  - André Dufraisse, francuski kolarz przełajowy i szosowy (zm. 2021)
  - Giovanni Gremoli, włoski duchowny katolicki, wikariusz apostolski Arabii (zm. 2017)
- 1927:
  - Shirley Fry, amerykańska tenisistka (zm. 2021)
  - Mario Lanfranchi, włoski reżyser i scenarzysta filmowy i teatralny (zm. 2022)
  - Władimir Michałkin, radziecki marszałek artylerii (zm. 2017)
  - Łucja Ośko, polska montażystka filmowa (zm. 2009)
- 1929:
  - James Goldman, amerykański pisarz, scenarzysta filmowy (zm. 1998)
  - Jan Łomnicki, polski reżyser filmowy (zm. 2002)
- 1930:
  - Tata Güines, kubański muzyk (zm. 2008)
  - Mariusz Kuczyński, polski operator dźwięku (zm. 2021)
  - Thomas Sowell, amerykański ekonomista, wykładowca akademicki
  - Anna Turska, polska prawnik, wykładowczyni akademicka (zm. 2014)
- 1931:
  - Karol Cebula, polski rzemieślnik, przedsiębiorca, samorządowiec, felietonista, członek Trybunału Stanu (zm. 2019)
  - Andrew Hill, amerykański pianista i kompozytor jazzowy (zm. 2007)
  - Anna Myszyńska, polska pisarka, fotograf (zm. 2019)
- 1932:
  - Mongo Beti, kameruński pisarz (zm. 2001)
  - Andrzej Hrydzewicz, polski aktor (zm. 2020)
- 1933:
  - Jan Chudy, polski polityk, poseł na Sejm RP (zm. 2009)
  - Dave Duncan, kanadyjski pisarz fantasy (zm. 2018)
  - Tomislav Ivić, chorwacki piłkarz, trener (zm. 2011)
  - Lea Massari, włoska aktorka (zm. 2025)
- 1934:
  - Aleksandra Kapałczyńska-Plewińska, polska koszykarka (zm. 1997)
  - Anna Potocka-Hoser, polska psycholog, socjolog (zm. 1999)
- 1935:
  - Valentino Gasparella, włoski kolarz torowy
  - Lucjan Józefowicz, polski kolarz torowy (zm. 2023)
- 1936:
  - Tony Dallara, włoski piosenkarz
  - Assia Djebar, algierska pisarka, tłumaczka, reżyserka filmowa (zm. 2015)
  - Tony Musante, amerykański aktor (zm. 2013)
- 1937:
  - Anastasija Dimitrowa-Moser, bułgarska romanistka i polityk
  - Hiltrud Kier, austriacka historyk sztuki, konserwator zabytków
  - Giovanni Battista Morandini, włoski duchowny katolicki, arcybiskup, nuncjusz apostolski (zm. 2024)
  - Gajnan Sajdchużyn, rosyjski kolarz szosowy (zm. 2015)
- 1938:
  - Billy Mills, amerykański lekkoatleta, długodystansowiec pochodzenia indiańskiego
  - Mirko Novosel, chorwacki koszykarz, trener (zm. 2023)
  - Micha’el Nudelman, izraelski ekonomista, polityk (zm. 2019)
  - Ryszard Szewczyk, polski trener podnoszenia ciężarów
  - Jeri Taylor, amerykańska scenarzystka i producentka telewizyjna (zm. 2024)
- 1939:
  - John Fortune, brytyjski aktor, komik, satyryk, scenarzysta, pisarz (zm. 2013)
  - Michaił Kolesnikow, rosyjski generał (zm. 2007)
  - Naďa Urbánková, czeska aktorka (zm. 2023)
- 1940:
  - Walid Dagajew, czeczeński pieśniarz, kompozytor (zm. 2016)
  - Víctor Erice, hiszpański reżyser, scenarzysta i krytyk filmowy
  - François Xavier Lê Văn Hồng, wietnamski duchowny katolicki, arcybiskup Huế
  - Gabriel (Stebluczenko), rosyjski biskup prawosławny (zm. 2016)
  - Jan Zalewa, polski ekonomista (zm. 2023)
- 1941:
  - Leszek Bogunia, polski prawnik, wykładowca akademicki (zm. 2013)
  - Roberto Castrillo, kubański strzelec sportowy
  - Piotr Gutman, polski bokser
  - Gisèle Moreau, francuska działaczka komunistyczna, polityk, eurodeputowana
  - Vincent Logan, brytyjski duchowny katolicki, biskup Dunkeld (zm. 2021)
  - Aleksander Rozenfeld, polski poeta, dziennikarz pochodzenia żydowskiego (zm. 2023)
  - Otto Sander, niemiecki aktor (zm. 2013)
- 1942:
  - Robert Ballard, amerykański oficer marynarki wojennej, geolog morski, geofizyk, badacz głębin morskich
  - Zofia Bawankiewicz-Potocka, polska aktorka
  - Jean-Baptiste Ouédraogo, burkiński lekarz, major, polityk, prezydent Górnej Wolty (obecnie Burkina Faso)
  - Kjell Rodian, duński kolarz szosowy i torowy (zm. 2007)
  - Friedrich von Thun, austriacki aktor
- 1943:
  - Warren Davis, amerykański koszykarz
  - Daniel Kablan Duncan, iworyjski polityk, premier Wybrzeża Kości Słoniowej
  - Dieter Kottysch, niemiecki bokser (zm. 2017)
- 1944:
  - Paul Bakyenga, ugandyjski duchowny katolicki, arcybiskup Mbarary (zm. 2023)
  - Robert Carlson, amerykański duchowny katolicki, arcybiskup metropolita Saint Louis
  - Raymond Moody, amerykański parapsycholog
  - Jacek Wierzchowiecki, polski jeździec sportowy (zm. 2015)
- 1945 – Janusz Szydłowski, polski aktor, reżyser
- 1946:
  - Siemion Mogilewicz, ukraiński gangster pochodzenia żydowskiego
  - Julius Sang, kenijski lekkoatleta, sprinter (zm. 2004)
  - Jean Benjamin Sleiman, libański duchowny katolicki, arcybiskup Bagdadu
- 1947:
  - Jasper van ’t Hof, holenderski pianista jazzowy
  - Jean-Yves Le Drian, francuski polityk
  - Kazimierz Nikin, polski kajakarz
  - Władimir Pietrow, rosyjski hokeista, trener i działacz hokejowy (zm. 2017)
  - Olgierd Pisarenko, polski muzykolog, krytyk muzyczny (zm. 2022)
  - Torsten Wadman, szwedzki biathlonista
- 1948:
  - Raymond Leo Burke, amerykański duchowny katolicki, arcybiskup metropolita Saint Louis, kardynał
  - Dag Fornæss, norweski łyżwiarz szybki
  - Tadeusz Moszyński, polski polityk, poseł na Sejm RP (zm. 2006)
  - Zenon Odya, polski samorządowiec, burmistrz Tczewa
  - Kars Veling, holenderski filozof, wykładowca akademicki, polityk (zm. 2025)
- 1949:
  - Silvio Aquino, salwadorski piłkarz
  - Franco Giulio Brambilla, włoski duchowny katolicki, biskup Novary
  - Michał Czarski, polski samorządowiec, polityk, prezydent Sosnowca
  - Alain Finkielkraut, francuski filozof, pisarz, eseista pochodzenia żydowskiego
  - Mirosława Kątna, polska działaczka społeczna, polityk, poseł na Sejm RP
  - Uwe Kliemann, niemiecki piłkarz
- 1950:
  - Bodo Fürneisen, niemiecki reżyser i scenarzysta filmowy
  - Jacek Ramian, polski polityk, poseł na Sejm RP
  - Carlos Recinos, salwadorski piłkarz, trener
  - Raffaele Stancanelli, włoski prawnik, samorządowiec, polityk
- 1951:
  - Celeste Cardona, portugalska prawnik, polityk
  - Stanley Clarke, amerykański muzyk jazzowy
  - Geneviève Gambillon, francuska kolarka szosowa i torowa
  - André Hazes, holenderski piosenkarz (zm. 2004)
  - Olga Hepnarová, czeska masowa morderczyni (zm. 1975)
  - Stephen Oswald, amerykański pilot wojskowy, astronauta
  - Pōhiva Tuʻiʻonetoa, tongijski polityk, minister finansów, premier Tonga (zm. 2023)
- 1952:
  - Robert Bellin, brytyjski szachista
  - David Garrison, amerykański aktor
  - Laurent Joffrin, francuski dziennikarz, pisarz
  - Marek Kowalski, polski alergolog, immunolog (zm. 2021)
  - Halina Licnerska, polska polityk, poseł na Sejm RP (zm. 1994)
  - Lech Majewski, polski generał broni pilot
  - Bolesław Polnar, polski malarz, grafik, pedagog (zm. 2014)
  - Czesław Śleziak, polski polityk, poseł na Sejm RP
- 1953:
  - Krystyna Bochenek, polska dziennikarka, polityk, senator, wicemarszałek Senatu RP (zm. 2010)
  - Lucyna Kałużna-Bek, polska koszykarka
  - Piotr Kusiewicz, polski śpiewak operowy (tenor), pedagog
  - Hal Lindes, amerykański gitarzysta, kompozytor
- 1954:
  - Serż Sarkisjan, ormiański polityk, premier i prezydent Armenii
  - Janina Barbara Sokołowska, polska poetka, bajkopisarka, eseistka, redaktorka
  - Wayne Swan, australijski polityk
- 1955:
  - Sokol Angjeli, albański aktor, reżyser filmowy i teatralny
  - Andrzej Butkiewicz, polski działacz opozycji antykomunistycznej (zm. 2008)
  - Simone Giusti, włoski duchowny katolicki, biskup Livorno
  - David Alan Grier, amerykański aktor
  - Gilles Kepel, francuski politolog, arabista, orientalista
  - Egils Levits, łotewski prawnik, polityk, prezydent Łotwy
  - Jacek Szmidt, polski reżyser i scenarzysta filmowy
  - Lucyna Wiśniewska, polska neurolog, polityk, poseł na Sejm RP (zm. 2022)
- 1956:
  - Paris Barclay, amerykański reżyser filmowy
  - Volker Beck, niemiecki lekkoatleta, płotkarz
  - Zeno Roth, niemiecki gitarzysta rockowy (zm. 2018)
- 1957:
  - Josef Graf, niemiecki duchowny katolicki, biskup pomocniczy Ratyzbony
  - Andrzej Małysiak, polski hokeista
  - Silvio Orlando, włoski aktor
  - Doug Sampson, brytyjski perkusista, członek zespołu Iron Maiden
  - Zezé, brazylijski piłkarz (zm. 2008)
- 1958:
  - Lidia Duda, polska dziennikarka, reportażystka, dokumentalistka
  - Georges Fonghoro, malijski duchowny katolicki, biskup Mopti (zm. 2016)
  - Sibyla Mislovičová, słowacka językoznawczyni
  - Reinhard Pappenberger, niemiecki duchowny katolicki, biskup pomocniczy Ratyzbony
  - Esa-Pekka Salonen, fiński kompozytor, dyrygent, waltornista
  - Jesús María de la Villa García, hiszpański szachista, trener
- 1959:
  - Barbara Comstock, amerykańska polityk, kongreswoman
  - Vincent D’Onofrio, amerykański aktor, reżyser i producent filmowy, pisarz, piosenkarz pochodzenia włoskiego
  - Muhammad ibn Najif, saudyjski książę, polityk
  - Brendan Perry, brytyjski muzyk, wokalista, kompozytor, członek zespołu Dead Can Dance
  - Victor Wagner, brazylijski aktor
- 1960:
  - James Kwesi Appiah, ghański piłkarz, trener
  - Valdemir Ferreira dos Santos, brazylijski duchowny katolicki, biskup Floriano
  - Maad Ibrahim, iracki piłkarz
  - Jack McConnell, brytyjski polityk
  - Anna Šišková, słowacka aktorka
- 1961:
  - Undine Bremer, niemiecka lekkoatletka, sprinterka
  - Lynne Jolitz, amerykańska programistka
  - Bożena Karkut, polska piłkarka ręczna
- 1962:
  - Gustavo Guillén, argentyński aktor (zm. 2020)
  - Deirdre Lovejoy, amerykańska aktorka
  - Michel Nowak, francuski judoka
  - Anelija Nunewa, bułgarska lekkoatletka, sprinterka
  - Pietro Vittorelli, włoski duchowny katolicki, benedyktyn, opat terytorialny Montecassino (zm. 2023)
- 1963:
  - Olha Bryzhina, ukraińska lekkoatletka, sprinterka
  - Rupert Graves, brytyjski aktor
  - Jacek Kośmider, polski piłkarz ręczny, bramkarz, trener
  - Yngwie Malmsteen, szwedzki gitarzysta, wokalista, kompozytor, autor tekstów, członek zespołów: Steeler i Alcatrazz
- 1964:
  - Alexandra, duńska arystokratka
  - Tanja Dangałakowa, bułgarska pływaczka
  - Ryszard Kraus, polski piłkarz (zm. 2013)
  - Jerzy Nieć, polski zapaśnik
  - Ivan Trojan, czeski aktor
- 1965:
  - Anna Levandi, rosyjska łyżwiarka figurowa, trenerka
  - Gary Pallister, angielski piłkarz
  - Mitch Richmond, amerykański koszykarz
  - Tomasz Wojnar, polski gitarzysta, wokalista, autor tekstów, członek zespołu Defekt Muzgó (zm. 2018)
- 1966:
  - Andriej Abduwalijew, tadżycki lekkoatleta, młociarz
  - Cheryl Bernard, kanadyjska curlerka
  - Marton Csokas, nowozelandzki aktor pochodzenia węgierskiego
  - Wayne McCarney, australijski kolarz torowy i szosowy
  - Peter Outerbridge, kanadyjski aktor pochodzenia szwedzko-bermudzkiego
  - Małgorzata Piechowicz-Skotowska, polska lekkoatletka, sprinterka
  - Mike Tyson, amerykański bokser
- 1967:
  - Patrik Bodén, szwedzki lekkoatleta, oszczepnik
  - Michele Godena, włoski szachista
  - Silke Renk, niemiecka lekkoatletka, oszczepniczka
  - Jesús Rodríguez, kubański zapaśnik
  - Lars Vågberg, norweski curler pochodzenia szwedzkiego
  - Robert Więckiewicz, polski aktor
- 1968:
  - Philip Anselmo, amerykański wokalista, muzyk, kompozytor, członek zespołów: Pantera i Down
  - Mirko Vičević, jugosłowiański piłkarz wodny
  - Volker Zerbe, niemiecki piłkarz ręczny
- 1969:
  - Mike King, amerykański kolarz górski, szosowy i BMX
  - Carlos Llamosa, amerykański piłkarz pochodzenia kolumbijskiego
  - Prikeba Phipps, amerykańska siatkarka
  - Uta Rohländer, niemiecka lekkoatletka, sprinterka
  - Kesete Ghebreyohannes Weldegebriel, erytrejski duchowny
- 1970:
  - Brian Bloom, amerykański aktor
  - Kent Johanssen, norweski skoczek narciarski
  - Anna Marucha, polska wokalistka, autorka tekstów, kompozytorka
  - Leonardo Sbaraglia, argentyński aktor
  - Lech Sidor, polski tenisista, komentator sportowy
- 1971:
  - Tatiana Mindewicz-Puacz, polska psychoterapeutka, publicystka
  - Monica Potter, amerykańska aktorka
  - Bastiaan Ragas, holenderski piosenkarz
  - Tord Wiksten, szwedzki biathlonista
  - Jost Winnink, holenderski tenisista
  - Marian Zlotea, rumuński ekonomista, polityk, eurodeputowany
- 1972:
  - Espen Bjervig, norweski biegacz narciarski
  - Ramon Menezes Hubner, brazylijski piłkarz
  - Stuart Rendell, australijski lekkoatleta, młociarz
  - Nadia Röthlisberger-Raspe, szwajcarska curlerka (zm. 2015)
- 1973:
  - Jon Gunn, amerykański reżyser filmowy
  - Marcin Perchuć, polski aktor
  - Frank Rost, niemiecki piłkarz, bramkarz
- 1974:
  - Kelli Ali, brytyjska piosenkarka
  - Paweł (Grigorjew), rosyjski biskup prawosławny
  - Michael Hill, australijski tenisista
  - Hezekiél Sepeng, południowoafrykański lekkoatleta, średniodystansowiec
  - Juli Zeh, niemiecka pisarka
- 1975:
  - Andreé González, wenezuelski piłkarz
  - Ralf Schumacher, niemiecki kierowca wyścigowy
  - Rami Shaaban, szwedzki piłkarz, bramkarz pochodzenia egipskiego
  - Paweł Szrot, polski prawnik, urzędnik państwowy
- 1976:
  - Alaksiej Janukiewicz, białoruski polityk
  - Kim Young-chul, południowokoreański piłkarz
  - Boris Peškovič, słowacki piłkarz, bramkarz
  - Gilbert Yvel, holenderski zawodnik MMA
- 1977:
  - Aneta Bełka, polska wioślarka, trenerka
  - Serhij Bojko, ukraiński sędzia piłkarski
  - Þórey Edda Elísdóttir, islandzka lekkoatletka, tyczkarka
  - Li Leilei, chiński piłkarz, bramkarz
  - Tathiana Garbin, włoska tenisistka
  - Rainer Schönfelder, austriacki narciarz alpejski
  - Sława Umińska-Duraj, polska działaczka samorządowa, prezydent Piekar Śląskich
- 1978:
  - Dinaw Mengestu, amerykański pisarz, dziennikarz pochodzenia etiopskiego
  - Olga Samulenkowa, rosyjska wioślarka
- 1979:
  - Aszraf Baznani, marokański fotograf, reżyser
  - Sylvain Chavanel, francuski kolarz szosowy
  - Jaime Colomé, kubański piłkarz
  - Rick Gonzalez, amerykański aktor pochodzenia portorykańsko-dominikańskiego
  - Christopher Jacot, kanadyjski aktor
  - Matisyahu, amerykański muzyk reggae, wokalista, raper
  - Etienne Stott, brytyjski kajakarz górski
  - Lesław Żurek, polski aktor
- 1980:
  - Nourdin Boukhari, marokański piłkarz
  - Nadieżda Murawjowa, rosyjska piłkarka ręczna
  - Seyi Olofinjana, nigeryjski piłkarz
  - Marcin Radzewicz, polski piłkarz
- 1981:
  - Rachelle Boone-Smith, amerykańska lekkoatletka, sprinterka
  - Deividas Česnauskis, litewski piłkarz
  - Saïf Ghezal, tunezyjski piłkarz
  - Alissa Jung, niemiecka aktorka
  - Andy Knowles, brytyjski perkusista, członek zespołów A.K.A. i Franz Ferdinand
  - Desi Lydic, amerykańska aktorka
  - Karolina Sadalska, polska kajakarka
  - Barbora Špotáková, czeska lekkoatletka, oszczepniczka
  - Tatjana Troina, białoruska koszykarka
- 1982:
  - Lizzy Caplan, amerykańska aktorka
  - Johan Danielsson, szwedzki związkowiec, polityk, eurodeputowany
  - Erick Delgado, peruwiański piłkarz, bramkarz
  - Thomas Gebauer, niemiecki piłkarz, bramkarz
  - Otis Harris, amerykański lekkoatleta, sprinter
  - Janine Pietsch, niemiecka pływaczka
- 1983:
  - Cheryl Cole, brytyjska wokalistka, członkini zespołu Girls Aloud
  - Katarzyna Skowrońska-Dolata, polska siatkarka
  - Patrick Wolf, brytyjski wokalista, skrzypek, multiinstrumentalista
- 1984:
  - Gabriel Badilla, kostarykański piłkarz (zm. 2016)
  - Fantasia Barrino, amerykańska piosenkarka
  - Daniele De Pandis, włoski siatkarz
  - Dmitrij Ipatow, rosyjski skoczek narciarski
  - Bojidar Slavev, francuski siatkarz pochodzenia bułgarskiego
  - Thomas Stalker, brytyjski bokser
- 1985:
  - Trevor Ariza, amerykański koszykarz
  - Rafał Blechacz, polski pianista
  - Kristin Hildebrand, amerykańska siatkarka
  - Michael Phelps, amerykański pływak
  - Maria Paszyńska, polska pisarka
- 1986:
  - Marion Blondeau, francuska biathlonistka
  - Alicia Fox, amerykańska modelka, wrestlerka
  - Fredy Guarín, kolumbijski piłkarz
  - Allegra Versace, włoska multimilionerka
- 1987:
  - Addis Hintsa, etiopski piłkarz
  - Michal Horváth, czeski wioślarz
  - Francis Paré, kanadyjski hokeista
- 1988:
  - Draško Božović, czarnogórski piłkarz
  - Vinny Curry, amerykański futbolista
  - Jack Douglass, amerykański komik
  - Jelena Kowalenko, rosyjska siatkarka
  - Mitja Mežnar, słoweński skoczek narciarski
  - Deep Sengupta, indyjski szachista
- 1989:
  - Marko Biskupovic, chilijski piłkarz pochodzenia chorwackiego
  - Ludovico Dolfo, włoski siatkarz
  - Paweł Dronia, polski hokeista
  - Bruno Fratus, brazylijski pływak
  - Fernando González, wenezuelski siatkarz
  - Damián Lizio, boliwijski piłkarz pochodzenia argentyńskiego
- 1990:
  - Elmira Alembiekowa, rosyjska lekkoatletka, chodziarka
  - Adam Andruszkiewicz, polski polityk, poseł na Sejm RP
  - Domagoj Antolić, chorwacki piłkarz
  - Cody Asche, amerykański baseballista
  - Facundo Bertoglio, argentyński piłkarz
  - Anaïs Caradeux, francuska narciarka dowolna
  - Nevena Jovanović, serbska koszykarka
  - Dušan Lajović, serbski tenisista
  - Darío Lezcano, paragwajski piłkarz
  - Sandro Sukno, chorwacki piłkarz wodny
  - David Wise, amerykański narciarz dowolny
- 1991:
  - Elvijs Biezais, łotewski hokeista
  - Abigail Gómez, meksykańska lekkoatletka, oszczepniczka
  - Heybətulla Hacıəliyev, azerski bokser
  - Tomasz Kalembka, polski siatkarz
  - Margaret, polska piosenkarka, kompozytorka, autorka tekstów
  - Katie Nageotte, amerykańska lekkoatletka, tyczkarka
  - Demi Payne, amerykańska lekkoatletka, tyczkarka
  - Miljan Pušica, serbski piłkarz ręczny
- 1992:
  - Monika Potokárová, słowacka aktorka (zm. 2019)
  - Jovana Stevanović, serbska siatkarka
  - Royce Woolridge, amerykański koszykarz
- 1993:
  - Ludmyła Naumenko, ukraińska koszykarka
  - Mindaugas Kačinas, litewski koszykarz
  - Japhet Kipyegon Korir, kenijski lekkoatleta, długodystansowiec
  - Pedro Pablo Pichardo, kubański lekkoatleta, trójskoczek
- 1994:
  - Jonathan Bolingi, kongijski piłkarz
  - Kwon Chang-hoon, południowokoreański piłkarz
  - Jonatan Straus, polski piłkarz
  - Katarina Vučković, serbska koszykarka
- 1995:
  - Declan John, walijski piłkarz
  - Damian Jones, amerykański koszykarz
  - Allie Kiick, amerykańska tenisistka
  - Kristoffer Olsson, szwedzki piłkarz
  - Jai Tapu Opetaia, australijski bokser pochodzenia samoańskiego
  - Tariq Owens, amerykański koszykarz
  - Andrea Petagna, włoski piłkarz
  - Pamela Soriano, dominikańska siatkarka
  - Andrzej Stękała, polski skoczek narciarski
  - Aleksander Wrona, polski judoka
- 1996:
  - Jordi Cortizo, meksykański piłkarz pochodzenia hiszpańskiego
  - Edis Matusevičius, litewski lekkoatleta, oszczepnik
  - Jayson Papeau, francuski piłkarz pochodzenia gwadelupskiego
- 1997:
  - Toni Martínez, hiszpański piłkarz
  - Olga Niedziałek, polska lekkoatletka, chodziarka
  - Iryna Szymanowicz, białoruska tenisistka
- 1998:
  - Houssem Aouar, francuski piłkarz pochodzenia algierskiego
  - Mahdi Camara, francuski piłkarz pochodzenia gambijskiego
  - Tom Davies, angielski piłkarz
  - Matheus Fernandes, brazylijski piłkarz
  - Zacarías López, chilijski piłkarz, bramkarz
  - Paula Montoya, kolumbijska zapaśniczka
  - Edson Torres, meksykański piłkarz
  - Federico Viñas, urugwajski piłkarz
- 1999:
  - Leo Johansson, szwedzki biegacz narciarski
  - Ognjen Mitrović, serbski piłkarz
  - Patricia Sampaio, portugalska judoczka
  - Yui Susaki, japońska zapaśniczka
  - Madina Tajmazowa, rosyjska judoczka
- 2000:
  - Johannes Kriel, południowoafrykański zapaśnik
  - Ricky Petrucciani, szwajcarski lekkoatleta, sprinter
  - Anastasija Polibina, polska łyżwiarka figurowa pochodzenia rosyjskiego
  - Calan Williams, australijski kierowca wyścigowy
- 2002 – Alicja Rogozińska, polska koszykarka
- 2003:
  - Tim Iroegbunam, angielski piłkarz pochodzenia nigeryjskiego
  - Makhmudjon Makhamadjonov, uzbecki piłkarz
  - Luka Marttila, fiński siatkarz
  - Reszat Ramadani, macedoński piłkarz pochodzenia albańskiego
- 2004 – Claire Curzan, amerykańska pływaczka
- 2005 – Gabriel Sigua, gruziński piłkarz
- 2007 – Łukasz Łukaszczyk, polski skoczek narciarski

## Zmarli
- 350 – Nepocjan, cesarz rzymski (uzurpator) (ur. ?)
- 1139 – Otton z Bambergu, niemiecki duchowny katolicki, biskup Bambergu, misjonarz, święty (ur. ok. 1060)
- 1224 – Adolf z Osnabrück, niemiecki duchowny katolicki, biskup Osnabrück, święty (ur. ok. 1185)
- 1337 – Eleanor de Clare, angielska arystokratka (ur. 1292)
- 1364 – Arnoszt z Pardubic, czeski duchowny katolicki, arcybiskup metropolita praski (ur. 1297)
- 1406 – Otto, niemiecki duchowny katolicki, arcybiskup Bremy (ur. ok. 1364)
- 1455 – Dorino I Gattilusio, genueński władca Lesbos (ur. ?)
- 1466 – Piotr Portugalski, król Aragonii w opozycji do Jana II (ur. 1429)
- 1520:
  - Cacamatzin, ostatni władca Texcoco (ur. ok. 1499)
  - Montezuma II, władca Azteków (ur. 1466)
- 1522 – Johannes Reuchlin, niemiecki filozof, humanista, poeta, hebraista (ur. 1455)
- 1538 – Karol, książę Geldrii, hrabia Zutphen (ur. 1467)
- 1607 – Cezary Baroniusz, włoski kardynał, historyk, hagiograf, Sługa Boży (ur. 1538)
- 1611 – Franco de Franco, włoski kalwinista (ur. ok. 1585)
- 1621 – Zsigmond Forgách, węgierski możnowładca, baron, palatyn Węgier (ur. 1560)
- 1649 – Simon Vouet, francuski malarz (ur. 1590)
- 1650 – Niccolò Cabeo, włoski jezuita, matematyk, fizyk, filozof (ur. 1586)
- 1660 – William Oughtred, angielski matematyk (ur. 1574)
- 1670 – Henrietta Anna Stuart, księżniczka angielska, księżna Orleanu (ur. 1644)
- 1678 – Paul de Vos, flamandzki malarz (ur. 1591/92)
- 1694 – Kazimierz Jan Szczuka, polski duchowny katolicki, biskup chełmiński (ur. 1620)
- 1708 – Tekle Hajmanot I, cesarz Etiopii (ur. 1684)
- 1721 – Jan Kazimierz de Alten Bokum, polski duchowny katolicki, biskup przemyski i chełmiński, podkanclerzy koronny, administrator apostolski diecezji pomezańskiej, sekretarz królewski (ur. 1666)
- 1728 – Otto Friedrich von der Groeben, pruski wojskowy, podróżnik, naukowiec (ur. 1657)
- 1744 – January Maria Sarnelli, włoski redemptorysta, błogosławiony (ur. 1702)
- 1760 – Gaetano Dardanone, włoski malarz (ur. 1688)
- 1788 – Jan Engel, polski kompozytor, drukarz, wydawca muzyczny (ur. ?)
- 1791 – Jean-Baptiste Descamps, francuski pisarz, malarz (ur. 1714)
- 1792 – Antonio Rosetti, czeski kompozytor (ur. ok. 1750)
- 1793 – Ramón Pignatelli, hiszpański arystokrata, duchowny katolicki, polityk, humanista (ur. 1734)
- 1794 – Rozalia Lubomirska, polska księżna (ur. 1768)
- 1800 – Thomas Townshend, brytyjski arystokrata, polityk (ur. 1732)
- 1801 – Catarina Cavalieri, austriacka śpiewaczka operowa (sopran) (ur. 1755)
- 1809 – Nicasio Álvarez de Cienfuegos, hiszpański poeta (ur. 1764)
- 1815 – Friedrich von Schrötter, niemiecki kameralista, reformator, kartograf (ur. 1743)
- 1817 – Abraham Gottlob Werner, niemiecki geolog, mineralog (ur. 1749)
- 1819 – Ernst Ludwig Gerber, niemiecki kompozytor, organista (ur. 1746)
- 1820 – Sigismund Anton von Hohenwart, austriacki duchowny katolicki, książę arcybiskup metropolita Wiednia (ur. 1730)
- 1825 – Friedrich Wilhelm Hemprich, niemiecki zoolog, lekarz, podróżnik, odkrywca (ur. 1796)
- 1831 – William Roscoe, brytyjski pisarz, historyk, botanik (ur. 1753)
- 1838 – Wincenty Đỗ Yến, wietnamski dominikanin, męczennik, święty (ur. ok. 1764)
- 1845 – Seweryn Fredro, polski ziemianin, oficer napoleoński (ur. 1785)
- 1849 – Luciano Manara, włoski patriota (ur. 1825)
- 1857:
  - Jozef Czauczik, słowacki malarz (ur. 1780)
  - Alcide d’Orbigny, francuski geolog, paleontolog, zoolog (ur. 1802)
- 1858 – Łukasz Baraniecki, polski duchowny katolicki, arcybiskup metropolita lwowski (ur. 1798)
- 1872 – Cirilo de Alameda y Brea, hiszpański duchowny katolicki, arcybiskup Toledo, prymas Hiszpanii, kardynał (ur. 1781)
- 1877 – Walenty Stefański, polski polityk, księgarz, drukarz (ur. 1813)
- 1881 – Gustav von Alvensleben, pruski generał piechoty, dyplomata (ur. 1803)
- 1882 – Charles J. Guiteau, amerykański prawnik, zamachowiec (ur. 1841)
- 1887 – Constantin von Grewingk, estoński geolog, mineralog pochodzenia niemieckiego (ur. 1819)
- 1893 – Jean-Daniel Colladon, szwajcarski fizyk (ur. 1802)
- 1898 – Ernest Candèze, belgijski lekarz, przyrodnik, entomolog, pisarz (ur. 1827)
- 1900:
  - Piotr Li Quanhui, chiński męczennik i święty katolicki (ur. 1837)
  - Rajmund Li Quanzhen, chiński męczennik i święty katolicki (ur. 1841)
- 1902 – Jan Bystroń, polski językoznawca, dialektolog (ur. 1860)
- 1908 – Thomas Hill, amerykański malarz (ur. 1829)
- 1910 – Kazimierz Kaszewski, polski krytyk literacki i teatralny, tłumacz (ur. 1825)
- 1916 – Gaston Maspero, francuski archeolog, egiptolog (ur. 1846)
- 1917:
  - Antonio de La Gándara, francuski malarz (ur. 1861)
  - Dadabhai Naoroji, indyjski polityk (ur. 1825)
- 1919 – John William Strutt, brytyjski arystokrata, fizyk, laureat Nagrody Nobla (ur. 1842)
- 1920 – Grigorij Potanin, rosyjski podróżnik, geograf, etnograf (ur. 1835)
- 1921:
  - Wojciech Samek, polski rzeźbiarz (ur. 1861)
  - Feodosij Szczuś, ukraiński marynarz, anarchista, rewolucjonista (ur. 1893)
- 1924 – Franciszek Stefczyk, polski ekonomista, działacz spółdzielczy (ur. 1861)
- 1925 – Feliks Markiewicz, polski kapitan (ur. 1890)
- 1927 – Édouard Louis Trouessart, francuski zoolog (ur. 1842)
- 1929 – Adolf Maciesza, polski antropolog, patolog, podpułkownik piechoty, polityk, poseł na Sejm RP (ur. 1878)
- 1930:
  - Francesco Saverio Merlino, włoski anarchista, prawnik (ur. 1856)
  - Harvey Wiley, amerykański chemik (ur. 1844)
- 1932 – Bruno Kastner, niemiecki aktor (ur. 1890)
- 1934 – Ofiary nocy długich noży:
  - Ferdinand von Bredow, niemiecki generał, szef Abwehry (ur. 1884)
  - Karl Ernst, niemiecki działacz nazistowski, szef SA w Berlinie (ur. 1904)
  - Fritz Gerlich, niemiecki dziennikarz, publicysta (ur. 1883)
  - Edgar Jung, niemiecki prawnik, polityk (ur. 1894)
  - Gustav von Kahr, niemiecki polityk (ur. 1862)
  - Kurt von Schleicher, niemiecki generał, polityk, kanclerz Niemiec (ur. 1882)
  - Gregor Strasser, niemiecki polityk (ur. 1892)
  - Ernst von Wolzogen, niemiecki pisarz, krytyk kulturalny (ur. 1855)
- 1941:
  - Józef Broel-Plater, polski wszechstronny sportowiec (ur. 1890)
  - Charles Cripps, brytyjski polityk (ur. 1852)
  - Zbigniew Czekański, polski podharcmistrz, porucznik piechoty (ur. 1907)
  - Enzys Jagomastas, litewski dziennikarz, działacz społeczny na terenie Prus Wschodnich (ur. 1870)
  - Zenobiusz Kowalik, ukraiński redemptorysta, duchowny Kościoła katolickiego obrządku bizantyjsko-ukraińskiego, błogosławiony (ur. 1903)
  - Eugeniusz Kulesza, polski marianin, męczennik, Sługa Boży (ur. 1891)
  - Aleksander Tõnisson, estoński generał (ur. 1875)
- 1942:
  - Josef Mašín, czeski oficer sztabowy, bojownik ruchu oporu (ur. 1896)
  - (lub 1 lipca) Tadeusz Pruszkowski, polski malarz, krytyk artystyczny, pedagog (ur. 1888)
- 1948 – Meir Toubianski, izraelski wojskowy (ur. 1904)
- 1951 – Yrjö Saarela, fiński zapaśnik (ur. 1882)
- 1952 – Mauno Pekkala, fiński polityk, premier Finlandii (ur. 1890)
- 1953 – Wsiewołod Pudowkin, rosyjski reżyser filmowy (ur. 1893)
- 1954:
  - Andrass Samuelsen, farerski polityk, pierwszy premier Wysp Owczych (ur. 1873)
  - Jan Stecki, polski ekonomista, polityk, senator RP (ur. 1871)
- 1955 – Karol Jonscher (młodszy), polski lekarz pediatra (ur. 1889)
- 1957:
  - Władysław Heinrich, polski filozof, psycholog, wykładowca akademicki (ur. 1869)
  - Johann Rattenhuber, niemiecki funkcjonariusz nazistowski, dowódca Służby Bezpieczeństwa Rzeszy (ur. 1897)
- 1959 – José Vasconcelos, meksykański polityk, pedagog, filozof, socjolog, pisarz (ur. 1882)
- 1961:
  - Lee De Forest, amerykański radiotechnik, wynalazca (ur. 1873)
  - Bert Solomon, brytyjski rugbysta (ur. 1885)
- 1964 – Roscoe Pound, amerykański prawnik (ur. 1870)
- 1966:
  - Giuseppe Farina, włoski kierowca wyścigowy (ur. 1906)
  - Stefan Felsztyński, polski podpułkownik, malarz (ur. 1888)
- 1967 – Szukri al-Kuwatli, syryjski dyplomata, polityk, prezydent Syrii (ur. 1891)
- 1969:
  - Gilda Belczak, brazylijska malarka, graficzka, scenografka teatralna pochodzenia polskiego (ur. 1944)
  - Bronisław Hager, polski lekarz, działacz społeczny i niepodległościowy (ur. 1890)
  - Domingo Tejera, urugwajski piłkarz (ur. 1899)
- 1970 – Ștefan Barbu, rumuński piłkarz (ur. 1908)
- 1971:
  - Georgi Asparuchow, bułgarski piłkarz (ur. 1943)
  - Herbert J. Biberman, amerykański reżyser filmowy (ur. 1900)
  - Alberto Ghilardi, włoski kolarz szosowy (ur. 1909)
  - Nikoła Kotkow, bułgarski piłkarz (ur. 1938)
- 1972:
  - Joseph Deakin, brytyjski lekkoatleta, średnio- i długodystansowiec (ur. 1879)
  - Aszot Howhannisjan, ormiański i radziecki polityk komunistyczny (ur. 1887)
  - Jurij Linnik, rosyjski matematyk (ur. 1915)
- 1973:
  - Nancy Mitford, brytyjska pisarka, biografka (ur. 1904)
  - Wasyl Wełyczkowski, ukraiński duchowny greckokatolicki, męczennik, błogosławiony (ur. 1903)
- 1974:
  - Eddie Johnson, amerykański kierowca wyścigowy (ur. 1919)
  - Roger Staub, szwajcarski narciarz alpejski (ur. 1936)
- 1976 – Pawieł Kumykin, radziecki polityk (ur. 1901)
- 1977 – Janina Smoszewska, polska tancerka baletowa (ur. 1918)
- 1979:
  - Chris Taylor, amerykański zapaśnik (ur. 1950)
  - Jan Wałach, polski grafik, malarz, rzeźbiarz (ur. 1884)
- 1980:
  - Nikołaj Biriukow, radziecki generał porucznik (ur. 1901)
  - Halina Snopkiewicz, polska pisarka, tłumaczka (ur. 1934)
- 1981:
  - Maria Bogda, polska aktorka (ur. 1909)
  - Maria Kokoszyńska-Lutmanowa, polska filozof, logik, wykładowczyni akademicka (ur. 1905)
- 1982:
  - Giuseppe Bartolozzi, włoski matematyk, nauczyciel (ur. 1905)
  - Lars Lundström, szwedzki żeglarz sportowy (ur. 1914)
- 1983:
  - Maurice Ducos, francuski pływak, olimpijczyk (ur. 1904)
  - Mary Livingstone, amerykańska aktorka (ur. 1905)
  - Jan Samsonowicz, polski działacz opozycji antykomunistycznej (ur. 1944)
- 1984:
  - Lillian Hellman, amerykańska dramatopisarka, scenarzystka filmowa pochodzenia żydowskiego (ur. 1905)
  - Karel Michal, czeski pisarz (ur. 1932)
- 1985 – Haruo Remeliik, palauski polityk, prezydent Palau (ur. 1933)
- 1986 – László Lékai, węgierski duchowny katolicki, arcybiskup Ostrzyhomia, prymas Węgier (ur. 1910)
- 1987:
  - Torborg Nedreaas, norweska pisarka (ur. 1906)
  - Thor Thorvaldsen, norweski żeglarz sportowy (ur. 1909)
- 1989:
  - Hilmar Baunsgaard, duński polityk, premier Danii (ur. 1920)
  - Rostisław Platt, rosyjski aktor (ur. 1908)
  - Józef Sobieraj, polski generał pilot (ur. 1931)
- 1992:
  - Boris Bakin, radziecki polityk (ur. 1913)
  - Stanisław Feliksiak, polski zoolog, muzealnik, wykładowca akademicki (ur. 1906)
  - Eustachy Tarnawski, polski matematyk, wykładowca akademicki (ur. 1902)
- 1993 – George McFarland, amerykański aktor (ur. 1928)
- 1994 – Edward Zolowski, polski poeta (ur. 1934)
- 1995:
  - Gieorgij Bieriegowoj, radziecki pilot wojskowy, kosmonauta (ur. 1921)
  - Gale Gordon, amerykański aktor (ur. 1906)
  - Nazarij Jaremczuk, ukraiński wokalista (ur. 1951)
  - Mario Monticelli, włoski szachista (ur. 1902)
  - Jorge Peixinho, portugalski kompozytor (ur. 1940)
  - Gawriił Trojepolski, rosyjski prozaik, dramaturg, publicysta, satyryk (ur. 1905)
- 1996:
  - Jef Maes, belgijski kompozytor (ur. 1905)
  - Lakis Petropulos, grecki piłkarz, trener (ur. 1932)
  - Witold Szolginia, polski architekt, autor książek i gawęd radiowych o Lwowie (ur. 1923)
- 1998:
  - Henryk Kondas, polski generał brygady (ur. 1927)
  - Victor Peter, indyjski hokeista na trawie (ur. 1937)
- 1999:
  - Janusz Kapuścik, polski bibliotekoznawca, bibliograf, historyk medycyny i nauki, redaktor (ur. 1932)
  - Beveridge Webster, amerykański pianista, pedagog (ur. 1908)
- 2001:
  - Chet Atkins, amerykański muzyk, kompozytor (ur. 1924)
  - Giancarlo Brusati, włoski szpadzista (ur. 1910)
  - Joe Fagan, angielski piłkarz, trener (ur. 1921)
  - Joe Henderson, amerykański saksofonista tenorowy (ur. 1937)
- 2002 – Stanisław Ptak, polski aktor, śpiewak operetkowy (ur. 1927)
- 2003 – Buddy Hackett, amerykański aktor, komik (ur. 1924)
- 2004 – Jacques Rossi, francusko-polski językoznawca, poliglota, pisarz (ur. 1909)
- 2005:
  - Christopher Fry, brytyjski dramaturg, poeta (ur. 1907)
  - Éva Novák, węgierska pływaczka (ur. 1930)
  - Andrzej Płocki, polski scenograf, aktor (ur. 1931)
  - Aleksiej Sułtanow, rosyjski pianista (ur. 1969)
- 2006 – Joyce Hatto, brytyjska pianistka (ur. 1928)
- 2007 – Will Schaefer, amerykański kompozytor muzyki filmowej (ur. 1928)
- 2009 – Pina Bausch, niemiecka choreografka, tancerka (ur. 1940)
- 2010 – Denny Moyer, amerykański bokser (ur. 1939)
- 2011:
  - Fritz Morf, szwajcarski piłkarz (ur. 1928)
  - Georg Sterzinsky, niemiecki duchowny katolicki, arcybiskup Berlina, kardynał (ur. 1936)
- 2012 – Icchak Szamir, izraelski wojskowy, polityk, premier Izraela (ur. 1915)
- 2013:
  - Minella Borova, albański aktor (ur. 1947)
  - Thompson Oliha, nigeryjski piłkarz (ur. 1968)
- 2014:
  - Bob Hastings, amerykański aktor (ur. 1925)
  - Kazimierz Kozub, polski polityk, poseł na Sejm PRL (ur. 1935)
  - Petero Mataca, fidżyjski duchowny katolicki, arcybiskup metropolita Suvy (ur. 1933)
  - Paul Mazursky, amerykański aktor, reżyser, scenarzysta i producent filmowy (ur. 1930)
  - Željko Šturanović, czarnogórski polityk, premier Czarnogóry (ur. 1960)
  - Jiří Švec, czeski zapaśnik (ur. 1935)
- 2016:
  - Martin Lundström, szwedzki biegacz narciarski (ur. 1918)
  - Witold Zagórski, polski koszykarz, trener (ur. 1930)
- 2017:
  - Darrall Imhoff, amerykański koszykarz (ur. 1938)
  - Tadeusz Kijonka, polski poeta, dramaturg, dziennikarz, polityk, poseł na Sejm RP (ur. 1936)
  - Simone Veil, francuska polityk, przewodnicząca Parlamentu Europejskiego (ur. 1927)
- 2018:
  - Smoke Dawg, kanadyjski raper (ur. 1996)
  - Jerzy Pertkiewicz, polski pułkownik, żołnierz AK, farmaceuta (ur. 1920)
- 2019:
  - Sebastián Alarcón, chilijski reżyser i scenarzysta filmowy (ur. 1949)
  - Momir Bulatović, czarnogórski ekonomista, polityk, prezydent Czarnogóry i premier Federalnej Republiki Jugosławii (ur. 1956)
  - Borka Pavićević, serbska pisarka, dramaturg, publicystka, działaczka społeczna (ur. 1947)
- 2020:
  - Ivo Banac, chorwacki historyk, polityk, minister ochrony środowiska (ur. 1947)
  - Ida Haendel, brytyjska skrzypaczka (ur. 1928)
  - Aleksandr Kabanow, rosyjski piłkarz wodny (ur. 1948)
- 2021:
  - Bonfoh Abbass, togijski polityk, tymczasowy prezydent Togo (ur. 1948)
  - Inge Danielsson, szwedzki piłkarz (ur. 1941)
  - Janet Moreau, amerykańska lekkoatletka, sprinterka (ur. 1927)
- 2022:
  - Dmitrij Stiopuszkin, rosyjski bobsleista (ur. 1975)
  - Kazimierz Zimny, polski lekkoatleta, długodystansowiec (ur. 1935)
- 2023:
  - Edward Łukasik, polski generał brygady, polityk, poseł na Sejm PRL (ur. 1926)
  - Carlos Alberto Montaner, kubański dziennikarz, pisarz, dysydent (ur. 1943)
  - Vahidin Musemić, bośniacki piłkarz (ur. 1946)
  - Joanna Muszkowska-Penson, polska internistka, profesor nauk medycznych, działaczka opozycji antykomunistycznej (ur. 1921)
- 2025:
  - Ion Cernea, rumuński zapaśnik (ur. 1936)
  - Kenneth Colley, brytyjski aktor (ur. 1937)
  - Luis Pascual Dri, argentyński duchowny katolicki, kapucyn, kardynał (ur. 1927)
  - Jerzy Lisiecki, polski informatyk, działacz opozycji antykomunistycznej, polityk, samorządowiec, wicewojewoda słupski (ur. 1939)
  - Wanda dos Santos, brazylijska lekkoatletka, płotkarka, skoczkini w dal (ur. 1932)
  - Vasile Sărucan, rumuński lekkoatleta, skoczek w dal (ur. 1945)
  - Lajos Sătmăreanu, rumuński piłkarz (ur. 1944)
  - Michael Sommer, niemiecki działacz związkowy, przewodniczący DGB i ITUC (ur. 1952)